# 兀慎打儿汉台吉
兀慎打儿汉台吉（?—?），又作兀慎歹成打儿汗打儿麻台吉，简称打儿麻台吉，孛儿只斤氏。16世纪蒙古右翼乌审部（兀慎部）领主，达延汗玄孙，兀慎打儿罕剌布台吉之孙，兀慎阿害兔台吉的儿子。「歹成打儿汗」（代钦达尔罕）为其称号非名字。

## 生平
其父阿害兔去世后，打儿汗台吉继位，领兀慎部，作为俺答汗六大营之一，是俺答汗得力助手，闻名塞外。驻牧在大同守口堡塞外。隆庆五年（1571年），明朝和俺答汗达成封贡协议，明朝封他为正千户，升任指挥同知。开始与明朝互市于山西新平市口，后来和俺答长子辛爱黄台吉不和，次年，改互市地点为大同守口堡。万历六年（1578年），俺答汗去青海迎接格鲁派高僧索南嘉措，打儿汗台吉奉命留下主持互市。打儿汗台吉活到了万历四十二年（1614年）之后。他有九个儿子。

## 子孙
- 朝台吉（朝哑不害）
  - 虎喇害气台吉
  - 兀香台吉
  - 摸郎大台吉
- 刀儿计台吉
- 不速布台吉
- 八格四台吉
- 长害台吉
- 不儿克台吉
  - 三莫儿台吉
- 我儿吉台吉
- 速布害台吉
- 唐兀台吉